# Microsoft Defender ウイルス対策
Microsoft Defender ウイルス対策（マイクロソフト ディフェンダー ウイルスたいさく）は、マイクロソフトによって開発されたアンチウイルスソフトウェアである。Windows 10 May 2020 Update以前はWindows Defender Antivirus、Windows 10 Creators Update以前はWindows Defenderと呼ばれていた。
当初はWindows XP用のスパイウェア対策プログラムとしてリリースされ、後にWindows VistaとWindows 7に同梱された。さらに、Windows 8以降からは、Microsoft Security Essentialsに代わる、完全なウイルス対策プログラムに拡張された。
2019年3月21日、マイクロソフトは、Macコンピュータを対象としたビジネス顧客向けのMicrosoft Defender ATP for Macを発表し、さらに1年後には、モバイルデバイスの保護を拡張するために Microsoft Defender ATP for Androidを発表した。iOSデバイス向けには、Microsoft SmartScreen、ファイアウォール、マルウェアスキャンがある。モバイル版のMicrosoft Defenderには、悪意のあるアプリがインストールされていることを検出した場合に、企業データへのアクセスをブロックする機能がある。

## シリーズ名としての Microsoft Defender
下記のものを含んでいる。
| 名称                                            | 概要 | 概要 |
| ----------------------------------------------- | --- | --- |
| Microsoft Defender Antivirus                    | マルウェア対策ソフト。Microsoft Defender Offline Scan（CD/DVDやUSBフラッシュドライブにマルウェア駆除用のシステムをインストールしマルウェアを駆除する機能）も含まれる。 | マルウェア対策ソフト。Microsoft Defender Offline Scan（CD/DVDやUSBフラッシュドライブにマルウェア駆除用のシステムをインストールしマルウェアを駆除する機能）も含まれる。 |
| Windows Defender ファイアウォール               | パーソナルファイアウォール。 | パーソナルファイアウォール。 |
| Microsoft Defender SmartScreen                  | 悪意のあるサイトにアクセスすることや、そこから悪意のあるファイルをダウンロードすることを防止する。 | 悪意のあるサイトにアクセスすることや、そこから悪意のあるファイルをダウンロードすることを防止する。 |
| Microsoft Defender Application Guard            | Microsoft EdgeまたはInternet Explorerで信頼されていないサイトにアクセスすると、隔離されたHyper-V対応コンテナでサイトを開く。 | Microsoft EdgeまたはInternet Explorerで信頼されていないサイトにアクセスすると、隔離されたHyper-V対応コンテナでサイトを開く。 |
| Microsoft Defender Exploit Guard                | エクスプロイト保護 | DEP、ASLR、SEHOP（Structured Exception Handling Overwrite Protection、構造化例外処理の上書き保護）。EMETの後続。 |
| Microsoft Defender Exploit Guard                | ASR（Attack Surface Reduction、攻撃表面の縮小） | Officeベースやスクリプトベース、電子メールベースの脅威をブロックし、マシンにマルウェアが侵入することを防止する。 |
| Microsoft Defender Exploit Guard                | ネットワーク保護 | Microsoft Defender SmartScreenを使って、デバイスから信頼されていないホストへのアウトバウンド通信を遮断する。 |
| Microsoft Defender Exploit Guard                | フォルダアクセスの制御 | 信頼されていないプロセスによる、保護されたフォルダへのアクセスを遮断する。ランサムウェア対策。 |
| Windows Defender Application Control            | Windows上で実行を許可するドライバやアプリケーションを制御する。以前は CCI (Configurable Code Integrity) という名称であった。また、Device GuardもこのApplication Controlに統合された。 | Windows上で実行を許可するドライバやアプリケーションを制御する。以前は CCI (Configurable Code Integrity) という名称であった。また、Device GuardもこのApplication Controlに統合された。 |
| Windows Defender Credential Guard               | Active Directoryの資格情報を管理するセキュリティ認証サブシステム (Local Security Authority Subsystem Service; LSASS) をVSM側で実行し、さらに暗号化鍵をTPM（ない場合はUEFI）で保護することで、Windowsの特権が攻撃者に取られても、Pass-the-Hash攻撃などで資格情報が窃取されないようにする。 | Active Directoryの資格情報を管理するセキュリティ認証サブシステム (Local Security Authority Subsystem Service; LSASS) をVSM側で実行し、さらに暗号化鍵をTPM（ない場合はUEFI）で保護することで、Windowsの特権が攻撃者に取られても、Pass-the-Hash攻撃などで資格情報が窃取されないようにする。 |
| Microsoft Defender for Endpoint                 | EDR (Endpoint Detection and Response) および脆弱性管理の機能を持つ。以前はMicrosoft Defender ATPという名称であった。Microsoft 365 E5に含まれる。 | EDR (Endpoint Detection and Response) および脆弱性管理の機能を持つ。以前はMicrosoft Defender ATPという名称であった。Microsoft 365 E5に含まれる。 |
| Windows Defender System Guard                   | Windows起動時のシステムの整合性を維持する。 | Windows起動時のシステムの整合性を維持する。 |
| Microsoft Defender Application Guard for Office | 信頼できないファイルが信頼できるリソースにアクセスすることを防止する。Microsoft 365 E5に含まれる。 | 信頼できないファイルが信頼できるリソースにアクセスすることを防止する。Microsoft 365 E5に含まれる。 |

## Windows Defender Antivirus

### 歴史
Windows Defenderは、マイクロソフトが2004年12月17日に買収を発表したGIANT Company SoftwareのGIANT AntiSpywareを基に開発したものである。
もともとのGIANT AntiSpywareはWindows 9xをサポートしたが、Windows Defenderではサポートしていない。しかし、GIANT Company SoftwareとパートナーであったSunbelt Softwareは同じエンジンを搭載したCounterSpyと呼ばれる製品を販売しており、これはWindows 9xでの使用をサポートしている。

#### Beta
Beta 1は2005年1月7日にMicrosoft AntiSpywareという名前でリリースされた。機能はGIANT AntiSpywareとあまり変わらず、基本的にユーザインタフェースが変更されただけのものである。インストールするためにはWindows Genuine Advantage (WGA) の確認を必要とする。
Beta 2から名前が「Windows Defender」と改名され（日本では「Windows 防御ツール」とされたが、後に「Windows Defender」となった）、2006年2月14日にリリースされた。Beta 1とは比較にならないほどのさまざまな変更が行われた。エンジンはC++で書き直された（GIANT AntiSpywareはVisual Basic言語で書かれていた）。また、Beta 2ではWindows サービスとして動作するように変更することにより、ユーザーがログインしていない時でもコンピュータを保護できるようになった。Beta 2ではGIANT AntiSpywareより多くのエントリーを保護できるようになった。さらに、Beta 2ではBeta 1に比べて直観的なインタフェースとなった。Beta 2でもWGAの確認を必要とする。マイクロソフトは後にドイツ語版と日本語版をリリースした。
なお、Beta版の時点ではWindows 2000はサポートされていた。

#### 正式版
2006年10月25日に英語版が正式公開され、2006年11月10日に日本語版が正式公開された。多少の猶予期間を経た後、それまでの版はデジタル証明書の有効期限切れとして使えなくなり、アップデート適用が必須となった。マイクロソフトはWindows Defenderの正式版がWindows XP、Windows Server 2003をサポートすると発表した。

#### ブランド化
日本マイクロソフト株式会社はWindows 10 ver.1709 (Fall Creators Update) に合わせて行われた法人向け説明会の場で、それまでのアンチウイルスソフトとしての「Windows Defender」を「Windows Defender ウイルス対策」と改め、「Windows Defender」の名称をセキュリティ対策全般のブランド名として使用すると発表した。

### Windows Vista仕様の機能

#### リアルタイム保護
Windows Defenderのリアルタイム保護機能はオプションで以下の機能がある。
自動的に起動
Windows起動時にモニタプログラムを動作させることができる。
システムの構成（設定）
Windowsの構成（設定）をモニタする。
Internet Explorerのアドオン
Internet Explorer (IE) 起動時にIEのアドオンをモニタする。
Internet Explorerの構成（設定）
IEの構成（設定）をモニタする。
Internet Explorerのダウンロード
IEでダウンロードするプログラムやファイルをモニタする。
サービスとドライバ
各サービスやドライバをモニタする。
アプリケーションの実行
アプリケーション起動時や実行時にアプリケーションをモニタする。
アプリケーションの登録
WindowsやWindowsにアプリケーションを登録するプログラムやファイルをモニタする。
Windowsのアドオン
Windowsのアドオンモニタープログラム（別名: ソフトウェアユーティリティ）。

#### ソフトウェア エクスプローラ
ソフトウェア エクスプローラはスタートアッププログラムや現在起動しているプログラム、ネットワークに接続しているプログラム、Winsockプログラムを表示できるWindows Defenderの一部。

### Windows 8仕様の機能
Windows 8からMicrosoft Security Essentialsと同等のアンチウイルス機能が含まれ、それ以外の機能もWindows Vistaまでの仕様からMicrosoft Security Essentialsと同等のものになった。

### Windows 10仕様の機能
Windows 10 1607 (Anniversary Update) まで従来どおりのユーザインタフェースとなっているが、設定機能はWindowsの設定に移された。
Windows 10 1607からWindows起動時に検索できるWindows Defender Offline機能の追加、スキャン結果がアクションセンターに通知されるなどの機能が追加された。
Windows 10 1703 (Creators Update) ではWindows Defenderは大幅にリニューアルされてアプリがUWPアプリとなり、名称が「Windows Defender セキュリティセンター」となった。
Windows 10 1709 (Fall Creators Update) では、Windows Defender Exploit Guard（およびそのサブセットの Windows Defender Exploit Protection）として、Enhanced Mitigation Experience Toolkit (EMET) として提供してきた機能が統合されている。

### Windows 11仕様の機能
Windows 11では、Microsoft Defenderがさらに進化し、より包括的なセキュリティソリューションとなった。以下に主な特徴と機能を示す。
Microsoft Defender Antivirusは、機械学習、ビッグデータ分析、クラウドベースの保護機能を活用し、マルウェア対策能力が大幅に向上した。リアルタイム保護機能が強化され、新種の脅威にも迅速に対応できるようになっている。
Microsoft Defender ファイアウォールは、ネットワークトラフィックの監視と制御機能が改善された。アプリケーションごとの詳細な設定が可能となり、より柔軟なネットワークセキュリティ管理を実現している。
Microsoft Defender SmartScreenは、フィッシング対策やマルウェア対策の機能が強化された。Web閲覧時の保護だけでなく、ダウンロードしたファイルやアプリケーションの安全性チェックも行うようになった。
新機能として、Microsoft Defender for Endpointの統合が進み、エンドポイントの検出と応答（EDR）機能が強化された。これにより、高度な脅威の検出、調査、自動対応が可能となった。
また、Microsoft Defender Application Guardが改良され、信頼されていないWebサイトやドキュメントを分離された環境で開くことができるようになった。これにより、潜在的な脅威からシステムを保護する能力が向上している。
Windows 11ではさらに、Microsoft Defenderのダッシボードが刷新され、セキュリティ状態の可視性が向上した。ユーザーはシステムの保護状況を一目で確認でき、必要に応じて簡単に設定を調整できるようになっている。

## Windows Defender Offline
Microsoft Standalone System Sweeperという製品の後継として、ブータブルCD/DVD、またはUSBフラッシュドライブにマルウェア駆除用のシステムをインストールし、Windows起動中に検出や削除ができないマルウェアに対処するために提供されている。Microsoft Security Essentialsと同じエンジンが組み込まれている。定義ファイルはネットワークに接続することができるならば更新することができるが、CD/DVDの場合は更新することができない。マイクロソフトは以前作成したCD/DVDのWindows Defender Offlineのディスクの再利用を推奨していない。
Windows 10 Anniversary Updateでは、設定アプリから直接実行できるようになった。